# Ligatura (hudba)
Ligatura (latinsky ligare – svázat) v současné hudební teorii představuje grafický symbol notového zápisu, který má podobu obloučku spojujícího více not se stejnou výškou tónu. Používá se k zápisu tónu, jehož délka je součtem hodnot všech not spojených ligaturami.

Rovněž legato graficky spojuje noty obloučkem, jedná se však o noty různé výšky, s významem, že mají být předneseny vázaně.

## Charakteristika

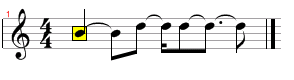
Ukázka ligatury v notovém zápisu

V současné hudební notaci je ligatura symbol, který spojuje dvě sousední noty stejné výšky a značí, že se tyto dvě noty mají zahrát jako jeden tón (jejich hodnota se sečte).
V uvedeném konkrétním příkladu znamená ligatura mezi první (čtvrťovou) a druhou (osminovou) notou, že se jedná o jeden nepřerušený tón v délce čtvrtiny a osminy (tj. tří osmin - zde 1 a ½ doby).

## Dějiny

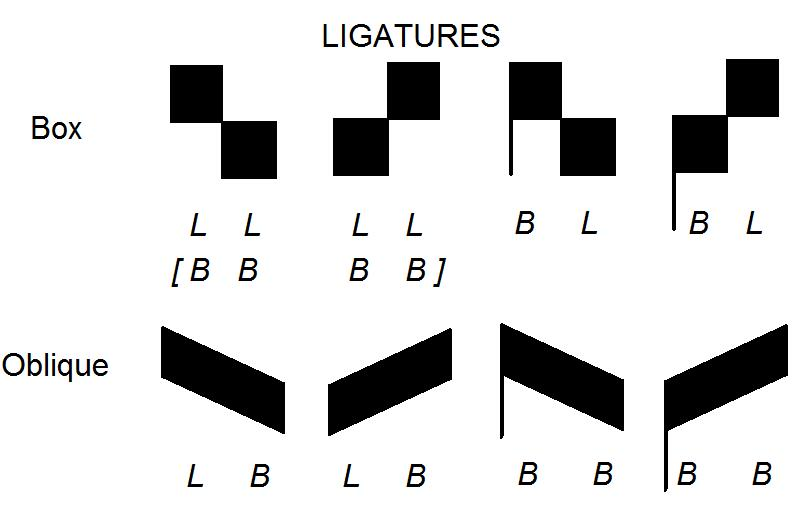
Ligatury kvadrátní a obliques (13. - 16. století)

Původní význam výrazu ligatura pochází z gregoriánského chorálu, kde se tento fenomén vyskytoval přibližně v období let 800 do 1650. Ligatury jsou charakteristické pro neumovou a mensurální notaci, kde znamenaly jakýkoli svazek dvou a více not různé výšky. Notace i význam ligatur se v průběhu vývoje západní hudby zásadně změnil a jejich přesná interpretace je stále předmětem musikologických debat.
Alternativou k zápisu pomocí ligatury je tzv. tečkovaný zápis - čtvrťová nota s tečkou označuje tón o stejné délce, jako čtvrťová a osminová nota spojená ligaturou. Tečkovaný rytmus, který by však přesahoval počet dob v taktu, lze zapsat pouze pomocí ligatury.